# Афанасьева, Елена Александровна (легкоатлетка)
Елена Александровна Афанасьева (род. 01.03.1965) — заслуженный мастер спорта России по лёгкой атлетике. Чемпионка Европы 1998 года. Участница Олимпийских игр 1996 года.

## Биография
Начала заниматься лёгкой атлетикой во время учёбы в 5 классе школы. Первый тренер — Нина Александровна Гостева-Молчанова. В 1982 году окончила школу и переехала в Москву, где поступила в Московский областной институт физической культуры. Стала тренироваться под руководством Вячеслава Макаровича Евстратова.
В 1996 году на Олимпийских играх в Атланте заняла 5 место на дистанции 800 м. Победительница этапов Гран-при на дистанции 800 м.

## Достижения
- Серебряный призёр чемпионата мира 1997 года в беге на 800 м.
- Чемпионка Европы 1998 года.
- Чемпионка России 1992, 1995, 1998 годов.
- Чемпионка России в помещении 1995, 2001 годов.